# Lukeni lua Nimi
Lukeni lua Nimi (comme également comme Ntinu Nimi a Lukeni; c. 1380–1420) est traditionnellement considéré comme le fondateur du Kanda Lukeni, et le premier Manikongo et fondateur  du 
royaume du Kongo Dia Ntotila.  Le nom Nimi a Lukeni apparait dans les traditions orales postérieures et certains historiens contemporains comme  Jean Cuvelier (en), l'ont popularisé,. Il est également le conquérant du royaume de Mwene.

## Biographie
Lukeni lua Nimi est le fils de Nimi a Nzima et de la fille du Mwene  Nsaku Eslau de Mbata (une union conclue dans le cadre d'une alliance entre les territoires de Nimi et de Mbata), selon les traditions recueillies par Giovanni Cavazzi da Montecuccolo au milieu du XVIIe siècle. Il porte le nom de  sa mère, Lukeni lua Nsanze, ce qui signifie qu'il est au moins le quatrième né de sa fratrie. Pendant le règne de son père, Lukeni lua Nimi était chargé de percevoir les péages des voyageurs dans son domaine pendant son absence. Cela a donné lieu à une anecdote, qui rapporte que  Lukeni lua Nimi avait été contraint de tuer une parente enceinte car elle ne voulait pas payer le péage. Il n'a pas été puni pour cet acte par son père, et son comportement fut respecté, soit pour son caractère intransigeant, soit pour son inflexibilité vis-à-vis du respect de la loi.:109

Bien qu'il vienne de Vungu (ou Bungu), situé dans le Mayombe (entre l'actuelle République du Congo et l'actuelle République démocratique du Congo),, il est traditionnellement crédité de la conquête de la région où se trouve l'actuel  Mbanza-Kongo, en chassant le souverain local nommé Mwene Kabunga ou Mwene Mpangala et y édifiant sa capitale, il prend alors le titre de  Ntinu en fonde l'État du Kongo et porte le titre de Manikongo ou  Senhor do Congo en portugais  et de Mwenekongo en kikongo. Il règne vraisemblablement à la fin du XIVe siècle. Il est de ce fait considéré comme le fondateur du royaume du Kongo, bien que certains attribuent cet acte à son père. Plusieurs sources  attribuent la conquête de la  vallée Inkisi à Lukeni lua Nimi, qui se termine avec  l'annexion de Nsundi (en) et du Mpangu. Le territoire est ensuite réparti entre sa parenté et ses fidèles:114.

## Postérité et succession
Il meurt probablement jeune car son fils n'est pas encore adulte lors de son décès, Nkuwu a Ntinu, ne lui succède pas et le titre royal passe successivement à deux cousins de Lukeni, Nanga et Nlaza. Les circonstances de sa mort et de la dévolution de sa succession permettent aux historiens de situer sa naissance vers 1367 et sa disparition vers 1402/1427:107.

## Article lié
- Kilukeni